# IF Gnistan
Actualités
Le Idrottsföreningen Gnistan ou IF Gnistan, est un club de football finlandais basé à Oulunkylä un quartier d'Helsinki.

## Histoire
Le club est fondé en 1924 par des habitants d'Oulunkylä d'origine suédoise. Le club propose à ses débuts des activités comme le ski, l'athlétisme ou la natation, la section football est fondée en 1935. D'autres activités suivront comme la gymnastique ou le tennis de table. Dans les années 1950, le club arrête toutes ses activités ne gardant que la section football. Le club passera à ce moment de la quatrième à la troisième division où il jouera des années en haut de tableau jusqu'en 1972. Après avoir connu la 4e et puis la 5e division dans les années 1970, et même le sixième niveau dans les années 1980, le club atteindra pour la première fois la deuxième division en 1995. Il fera l'ascenseur des années entre le deuxième et le troisième niveau.
En 2020 il s'établit en deuxième division puis après sa 2e place en 2023  dispute les barrages de promotion pour la Veikkausliiga 2024, la première division de Finlande. Le club perd en finale contre le club de première division, IFK Mariehamn, mais sera repêché à la suite de la faillite du FC Honka et sera donc promu en première division.
L'IF Gnistan termine sa première saison dans l'élite à la 8e place participant même aux barrages de qualification de la Ligue Conférence 2025-2026 mais échouera en demi-finale.